# مرغداری بسکابادی
مرغداری بسکابادی یک منطقهٔ مسکونی در ایران است که در دهستان کاخک واقع شده‌است.